# Samobójstwo przez policję
Samobójstwo przez policję (ang. suicide by cop) – prowokacyjne zachowanie osoby zmierzające de facto do odebrania mu życia przez funkcjonariusza policji lub innych służb bezpieczeństwa.
Zjawisko to zaczęło się pojawiać w doniesieniach prasowych w 1981 r., a w czasopismach naukowych od 1985 r.
Pierwszym większym badaniem nad tym zjawiskiem była praca sierżanta kanadyjskiej policji Ricka Parenta z 2004 roku będąca analizą retrospektywną 843 strzelanin z udziałem policji, z których około 50% spełniało przesłanki do uznania jako samobójstwo przez policję.
Pierwszym formalnym uznaniem istnienia „samobójstwa przez policję” w brytyjskim common law jest opinia wydana 9 maja 2003 r. przez koronera Williama Dolmana.
Badanie przeprowadzone w 2009 r. w Stanach Zjednoczonych na bazie profili psychologicznych 268 osób, które popełniły samobójstwo przez policję, wykazało, że:
- 95% stanowili mężczyźni, a 5% kobiety,
- średni wiek mężczyzn wynosił 35 lat,
- 41% mężczyzn było rasy białej, 26% Latynosów i 16% Afroamerykanów,
- 37% mężczyzn było singlami,
- 29% mężczyzn miało dzieci,
- 54% mężczyzn było bezrobotnych,
- 29% mężczyzn nie miało mieszkania,
- U 62% mężczyzn potwierdzono problemy ze zdrowiem psychicznym w przeszłości lub założono wysokie prawdopodobieństwo ich występowania,
- 80% mężczyzn było uzbrojonych – z czego 60% posiadało broń palną (z czego 86% było załadowanych), a 26% posiadało noże,
- 19% udawało lub symulowało posiadanie broni,
- 87% osób podjęło próby samobójcze przed lub w trakcie incydentu,
- 36% było pod wpływem alkoholu.